# أوباي لوزاردو
أوباي لوزاردو (بالإسبانية: Ubay Luzardo)‏ (6 نوفمبر 1983 بلاس بالماس دي غران كناريا في إسبانيا - ) هو لاعب كرة قدم إسباني في مركز الدفاع. لعب مع إبسفليت يونايتد ونادي آسيريسكا ونادي كيتشي ونادي ملبورن فيكتوري وCF Amposta ‏ وUE Rapitenca ‏ وNorma San Leonardo CF ‏ ونادي أولهانينسي ونادي فارنزي وUD Socuéllamos ‏ وUniversidad de Las Palmas CF B ‏.

## وصلات خارجية
- أوباي لوزاردو على موقع قاعدة بيانات كرة القدم.إي يو (الإنجليزية)
- أوباي لوزاردو على موقع Soccerway.com (الإنجليزية)